# Karl von Struve

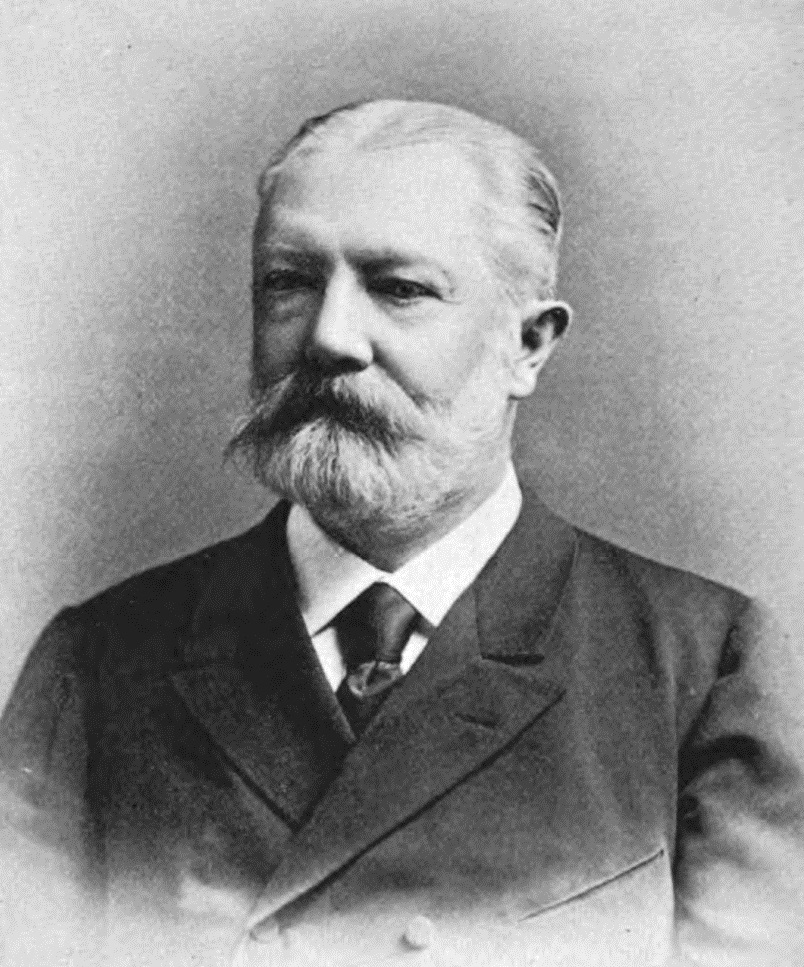
Karl von Struve als Botschafter in Washington

Karl von Struve (russisch Кирилл Васильевич Струве; * 14. Novemberjul. / 26. November 1835greg. in Dorpat, Gouvernement Livland; † 8. Juli 1907) war ein deutschbaltischer Adeliger und russischer Diplomat.

## Leben
Struves Eltern waren Johanna H. F. Bartels und Friedrich Georg Wilhelm von Struve. 1835, als Karl von Struve geboren wurde, fragte Kaiser Nikolaus I. bei Friedrich Georg Wilhelm Struve den Bau der Sternwarte Pulkowo an, den dieser von 1839 bis 1862 als Leiter überwachte.
Karl von Struve war ein Halbbruder von Otto Wilhelm von Struve und von Bernhard Wassiljewitsch Struve, kaiserlichem Geheimrat und Gouverneur von Perm und Astrachan. Karl von Struve war ein Großonkel von Otto von Struve. Er heiratete Maria Nikolajewna Annenkowa, Tochter von General Nikolaj Annenkow und Schwester von General Michail Nikolajewitsch Annenkow.
Von 1873 bis 1905 war er nacheinander russischer Gesandter in Tokio, Washington, D.C. und Den Haag. In Washington bewohnte er ein Anwesen am Farragut Square, in Nachbarschaft von Senator Leland Stanford. Von 1882 bis 1892 hatte er regen Besuch von führenden Politikern der Vereinigten Staaten: Theodore Roosevelt, Henry Adams und James G. Blaine.